# Бессарабський протокол
«Бессарабський протокол» 1920 року — широковживана назва договору між державами Антанти — Великою Британією, Французькою республікою, Італійським королівством та Японською імперією — та Румунським королівством щодо Бессарабії, підписаного 28 жовтня 1920 року. Підготовлено на конференції послів Антанти, на яку поклали завдання оформити розв'язання невирішених Паризькою мирною конференцією 1919—1920 років питань повоєнного устрою.

## Історія
Майбутнє Бессарабії цілком залежало від подій 1918—1920 років в Україні та Росії. Воліючи віддати Бессарабію Румунському королівству, Антанта рахувалася й з інтересами свого союзника — «білої» Росії. Після поразки генерала Антона Денікіна засідання Паризької мирної конференції 20 січня 1920 року підтримало одноголосно рекомендацію комісії у румунських справах віддати Бессарабію Королівству Румунія. 3 березня 1920 року Девід Ллойд Джордж повідомив: рішення відкладено до виведення військ Румунського королівства з Угорського королівства. Велика Британія й Французька республіка домагалися також задовольнити власні інтереси у судноплавстві на Дунаї, фінансах та нафтовидобутку. Вони вимагали компенсаційних виплат за майно своїх громадян у Бессарабії.

## Зміст
Конференція послів зобов'язувала Бухарест підписати Договір про охорону прав національних меншин. США зайняли окрему позицію, відмовившись підписувати Бессарабський протокол як такий, що суперечить міжнародному праву. «Уряд, — наголосив 12 червня 1920 року державний секретар США Б. Колбі, — в жодному разі не може бути учасником міжнародного договору, що передбачає розчленування Росії». Його рішуче підтримав президент США Вудро Вільсон. Задовольнивши власні інтереси, Велика Британія восени 1920 року активно лобіювала підписання протоколу. Вона не погодилася з пропозицією Французької республіки, а саме: зачекати зміни позиції США або домовленості Королівства Румунія з Москвою чи Петром Врангелем. Інтереси України при цьому взагалі не бралися до уваги.

## Реалізація
4 жовтня текст Бессарабського протоколу разом із вимогою підписати територіальну й економічну угоди, що становили частину Севрського мирного договору 1920 року, передано Королівству Румунія, яке 14 жовтня дало на це згоду. У ході переговорів міністра закордонних справ Королівства Румунія Т. Іонеску в Лондоні й Парижі текст протоколу було остаточно відпрацьовано. 28 жовтня 1920 року на конференції послів його підписали представники Великої Британії, Французької республіки й Королівства Італія та Т. Іонеску, пізніше це зробив і посол Японської імперії. Стаття 1 протоколу проголошувала: 
|  | Високі Договірні Сторони визнають цим суверенітет Румунії над територією Бессарабії, розташованою між існуючим кордоном Румунії, Чорним морем, течією Дністра від його гирла до точки, де він зустрічає старий кордон Буковини з Бессарабією, і далі цим кордоном. |

## Суперечності
Передаючи Бессарабію Румунському королівству, Антанта не зачиняла двері для майбутньої домовленості з Росією, «як тільки буде створено уряд, ними визнаний» (ст. 9). 1 листопада 1920 року уряд УСРР разом із урядом РСФРР висловив рішучий протест урядам Французької республіки, Італійського королівства, Великої Британії та Румунського королівства з приводу укладання протоколу, заявивши, що не визнає «скільки-небудь правосильною угоду, яка стосується Бессарабії».